# Václav Zajíček
Václav Zajíček (4. března 1925 Hodkovice – 8. dubna 1989) byl český grafik a heraldik (kreslíř).
V tiskárně v Hodkovicích (Ahrens) se vyučil litografem, úspěšně složil i přijímací zkoušky na Baťovu školu umění, ovšem z finančních důvodů na školu nenastoupil a nastoupil do tiskárny v Hodkovicích. Roku 1949 uspěl s návrhem loga Supraphonu. Uplatnil se v době „renesance heraldiky“ po roce 1967, kdy se po opětovném vymezení komunální heraldiky otevřela potřeba pro nové kreslíře znaků. Ve své práci se odkazoval zejména k tvůrcům Widimskému, Ströhlovi a Zvolskému. Kreslil znaky např. pro Města severních Čech (1968), Znaky severočeských měst V. Rudy (1970). Úspěšně se účastnil soutěží o nové znaky Vratislavic nad Nisou (užívány od 70. let do roku 2006) a Neštěmice (od roku 1971). Tvořil i drobnou užitou grafiku (ex libris, záložky apod.). V Hodkovicích byl veřejně činný, dlouho předsedou Aktivu památkové péče a ochrany přírody. V jeho šestnácti letech mu byla diagnostikována cukrovka, kvůli které se mu zhoršoval zrak až roku 1984 oslepl a odešel z veřejného života.